# Костантинос Комниос Милиотис
непознато
Костантинос Комниос Милиотис (грч. Κωνσταντίνος Κομνηνός - Μηλιώτης; Ермоуполис, Периферија Јужни Егеј 1874 — ?} је био грчки мачеваоц који се такмичио на првим Олимпијским играма 1896. у Атини
Учествовао је у дисциплини флорет за аматере. У својој квалификационој групи Б био је трећи од четири учесника јер је изгубио два меча од Француза Ежена Анрија Гравелота и Грка Атанасиоса Вуроса, док је победио Грка Јоргоса Белокакиса. У укупном пласману поделио је пето место са Французом Анријем Делабордом трећепласираним из друге групе.

## Резултати

### Група Б
| Меч | Победник                           | Резултат  | Поражени                           |
| --- | ---------------------------------- | --------- | ---------------------------------- |
| Б1  | Костантинос Комниос Милиотис Грчка | 3-1       | Јоргос Балакакис Грчка             |
| Б4  | Ежен Анри Гравелот Француска       | 3-2       | Костантинос Комниос Милиотис Грчка |
| Б6  | Атанасиос Вурос Грчка              | 3-0 (сл.) | Костантинос Комниос Милиотис Грчка |

1. ↑  Меч није одржан јер је био познат победник групе Б